# Baveniet
Het mineraal baveniet is een calcium-beryllium-aluminium-silicaat met de chemische formule Ca4Be2Al2Si9O26(OH)2. Het behoort tot de inosilicaten.

## Eigenschappen
Het doorzichtig tot doorschijnende witte, roze, bruine of groene baveniet heeft een glas- tot parelglans, een witte streepkleur en de splijting van het mineraal is perfect volgens het kristalvlak [001] en redelijk volgens [100]. Het kristalstelsel is orthorombisch. Baveniet heeft een gemiddelde dichtheid van 2,7, de hardheid is 5,5 en het mineraal is niet radioactief. De dubbelbreking is 0,0050-0,0070.

## Naam
Het mineraal baveniet is genoemd naar de plaats waar het voor het eerst beschreven werd, Baveno in Italië.

## Voorkomen
Baveniet wordt gevormd in pegmatitische drusen in graniet bij de verwering van andere beryllium-houdende mineralen. De typelocatie is Baveno, Lago Maggiore in Italië. Het mineraal komt ook voor in verschillende delen van Ossala, Graubünden (Zwitserland) en Californië en in Cleveland County, North Carolina.